# Ма Ци
Ма Ци (кит. упр. 马麒, пиньинь Mǎ Qí, 1869—1931) — китайский милитарист, отец де-факто правителя провинции Цинхай, Ма Буфан и де-факто правителя провинции Ганьсу, Ма Чжунъин.

## Биография
Родился в 1869 году в области Хэчжоу провинции Ганьсу, по национальности — хуэйцзу. В конце династии Цин был главнокомандующим наместничества Цинхай-Ганьсу. После образования Китайской республики с 1915 по 1928 годы был командующим войсками в Цинхае, с 1929 по 1931 — главой правительства провинции Цинхай. После того, как Чан Кайши объединил страну, Ма Ци стал командиром бригады, а впоследствии был повышен до командира 26-й дивизии НРА. Умер 5 августа 1931 года в Сиане провинции Шэньси. Его дети Ма Буфан и Ма Буцин, а также племянник Ма Чжунъин были основными представителями милитаристской клики Ма (т. н. «Северо-западные Ма»).